# Olympique Club Agaza Omnisports
L'Olympique Club Agaza Omnisports è una squadra di calcio africana del Togo.
Il club milita nella massima serie calcistica togolese.

## Palmarès

### Competizioni nazionali
- Campionato togolese: 2

1980, 1984
- Coppa del Togo: 5

1979, 1981, 1984, 1988, 1999

### Altri piazzamenti
- Coppa delle Coppe d'Africa:

Finalista: 1983
Semifinalista: 1994

## Partecipazioni a competizioni CAF
- African Cup of Champions Clubs: 2 partecipazioni

1981
1985
- CAF Cup: 1 partecipazione

1995
- CAF Cup Winners' Cup: 7 partecipazioni

1980, 1982, 1983, 1984, 1994, 1998, 2000

## Stadio
Il club gioca le gare casalinghe allo Stade Agoè-Nyivé che ha una capacità di 10.000 posti a sedere.